# Castillo de Craigievar
El castillo de Craigievar es un castillo con la fachada rosada que se encuentra a unos 9,6 km al sur de Alford, en el condado de Aberdeenshire, en Escocia. Actualmente es la sede del clan Sempill. El asentamiento se encuentra entre los pies de las colinas de los montes Grampianos. El contraste entre su gran estructura inferior y las refinadas y esculpidas torretas, gárgolas y ménsulas; crea una apariencia de cuentos de hadas.
Es un ejemplo excelente del original estilo arquitectónico señorial escocés, el gran castillo son siete plantas fue completado en 1626 por el comerciante de Aberdeen William Forbes, antepasado de la familia Forbes-Sempill y hermano del obispo de Aberdeen. Forbes compró la estructura parcialmente terminada a la empobrecida familia Mortimer en el año 1610. William Forbes fue apodado Danzig Willy, referido a su éxito comercial internacional. La familia Forbes residió en el castillo durante trescientos cincuenta años hasta 1963, cuando la propiedad fue donada al National Trust for Scotland. El clan Forbes eran amigos íntimos del clan Burnett de Leys, quienes construyeron los castillos de Crathes y Muchalls.
Diseñado con una planta en "L", como lo fue el castillo de Muchalls, que se encuentra en la misma región, Craigievar destaca por sus excepcionales techos artesanos. Craigievar, él de Muchalls y el castillo de Glamis destacan por ser considerados como los tres castillos en Escocia con los mejores frescos.
Originalmente el castillo tenía más elementos defensivos incluyendo un patio amurallado con cuatro torres circulares; sólo una de las cuatro torres permanece en pie hoy en día. En la puerta de arco de la torre se conservan las iniciales grabadas en la roca de sir Thomas Forbes, hijo de William Forbes. También había una gran puerta de hierro que cubría la puerta de entrada.
El interior del castillo cuenta con un Gran Salón que tiene las armas de los Stuart sobre la chimenea; una galería de música; una escalera secreta que une la torre con el Gran Salón; la Habitación de la Reina; los dormitorios del servicio y magníficos trabajos de los techos. Hay una colección de retratos de la familia Forbes y una considerable cantidad de muebles de los Forbes que datan de los siglos XVII y XVIII.
En 2006, el castillo, sus terrenos, y unas 81 ha de terrenos de cultivos adyacentes, está bajo cuidado del National Trust for Scotland. Están abiertos al público durante los meses de verano. El castillo está cerrado para los autobuses turísticos y para grandes grupos, pero se puede acceder con un recorrido turístico.